# Otto I (książę Brunszwiku-Getyngi)
Otto I (ur. ok. 1340 r., zm. 13 grudnia 1394 r. w Hardegsen) – książę Brunszwiku-Getyngi od 1367 r. z dynastii Welfów.

## Życiorys

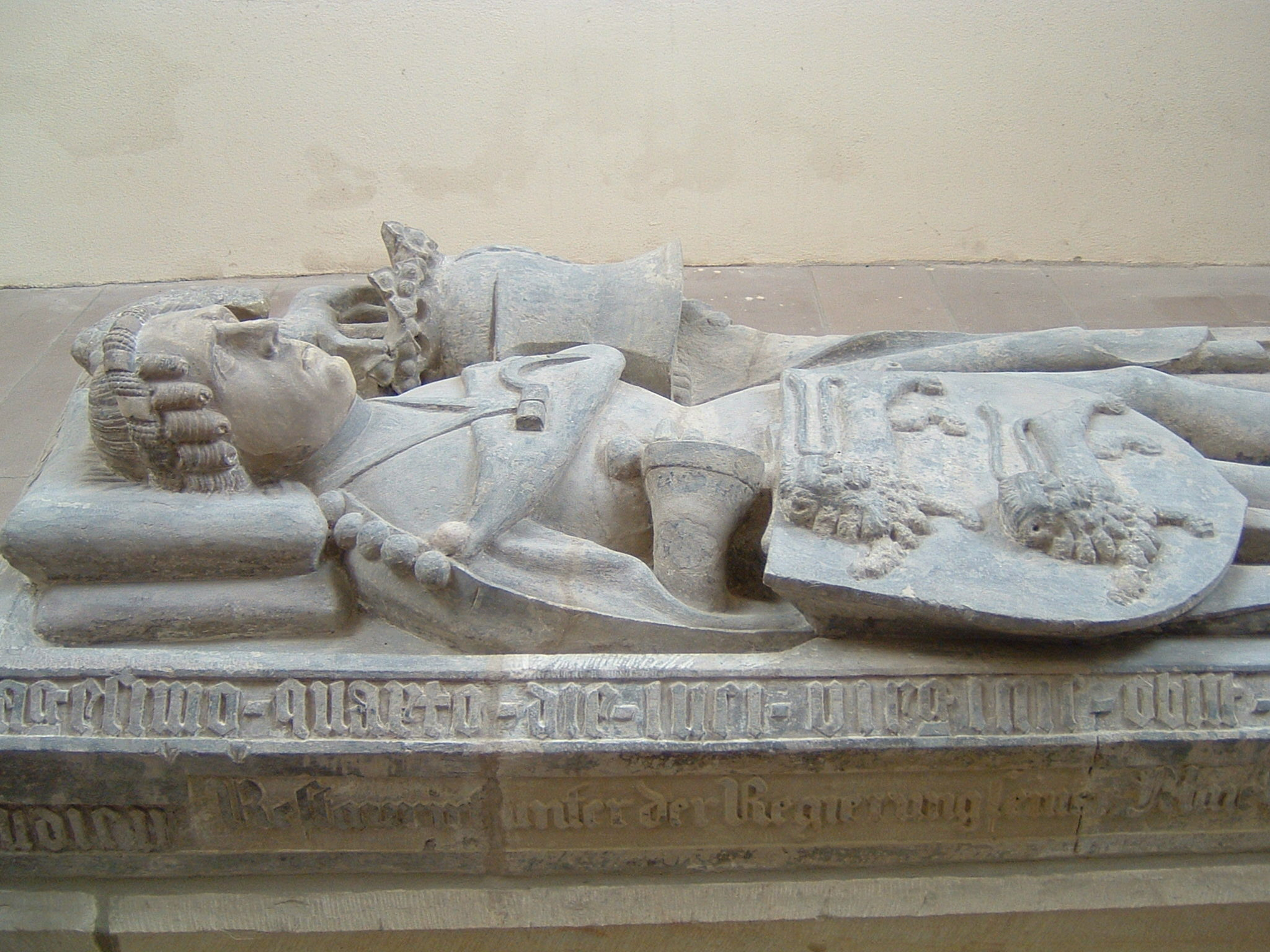
Nagrobek Ottona I

Otto był synem księcia Brunszwiku-Getyngi (niewielkiej i poszarpanej części księstwa brunszwickiego) Ernesta oraz Elżbiety, córki landgrafa Hesji Henryka II Żelaznego. Już za życia ojca został dopuszczony do współrządów, a po jego śmierci w 1367 r. objął samodzielną władzę w odziedziczonym księstwie (bracia zmarli przed śmiercią ojca). Przydomek der Quade (zły, zdradliwy) zawdzięczał niekończącemu się pasmu wojen i konfliktów, jakie wypełniło jego panowanie. Prowadził walki przeciwko licznym miastom oraz sąsiadom, brał udział w wojnie o sukcesję w Lüneburgu. Zarówno w tym, jak i innych konfliktach odznaczał się zmienianiem stron, które popierał. Miał też roszczenia do tronu heskiego i próbował zrealizować je siłą, doprowadzając do kilku konfliktów zbrojnych. W 1387 r. doszło do walk z mieszczanami Getyngi (wieńczących długoletnie spory), podczas których uległ zniszczeniu zamek książęcy; odtąd Otto rezydował w Hardegsen. 
Zmarł ekskomunikowany, co sprawiło, iż musiał być pochowany w niepoświęconej ziemi. Zdjęcie ekskomuniki uzyskała kilka lat później wdowa po księciu, dzięki czemu jego ciało mogło być przeniesione do specjalnie wzniesionej w tym celu kaplicy w Northeim.
Rozliczne wojny, często przegrywane, a także zamiłowanie księcia do turniejów spowodowały ciągły deficyt finansowy. Pozostawił on swemu synowi i następcy księstwo bardzo zadłużone, a wiele jego zamków i praw zastawionych.

## Rodzina
Pierwszą żoną Ottona była poślubiona w 1357 lub 1358 r. Mirosława, córka Jana III, hrabiego Holsztynu-Plön i Kilonii. Zmarła nie pozostawiwszy Ottonowi potomków między 1376 a 1379 r. W 1379 r. Otto ożenił się po raz drugi, z Małgorzatą, córką księcia Bergu Wilhelma I. Z tego małżeństwa pochodziło czworo dzieci:
- Otto II Jednooki (ur. ok. 1385, zm. 1463), książę Brunszwiku-Getyngi,
- Wilhelm (zm. 1391),
- Anna (ur. 1387, zm. 1426), żona margrabiego Miśni Wilhelma I Jednookiego, a następnie hrabiego Henneberg-Schleusingen Wilhelma II,
- Elżbieta (zm. po 1441), żona księcia Brunszwiku-Salzderhelden Eryka I.